# Mohamed Attoumane
Mohamed Attoumane (ur. 9 września 1981) – pływak z Komorów.
Wystartował na igrzyskach olimpijskich w Pekinie w wyścigu na 50 metrów stylem dowolnym (odpadł w eliminacjach).